# Mela (film)
Mela („Festyn”) – film akcji z wątkiem miłosnym i elementami musicalu. W rolach głównych Aamir Khan i jego brat Faisal Khan oraz Twinkle Khanna i Tinnu Verma. Film w 2000 roku wyreżyserował Dharmesh Darshan, autor Dhadkan i Raja Hindustani. Jego tematem jest krzywda kobiety, która dążąc do zemsty wykorzystuje zakochanego w niej mężczyznę.
Mimo udziału sławnego Aamir Khana film nie cieszył się popularnością i został oceniony bardzo krytycznie.

## Fabuła
Ukochany brat Rupy (Ayub Khan) wraca z wojska z nowiną, która ją zasmuca i oburza. Zamierza wydać siostrę za mąż. Świadomy tego, że w armii może w każdej chwili zginąć, chce zapewnić Rupie (Twinkle Khanna) kogoś, kto roztoczy nad nią swą opiekę. Rupa nie zdążyła zobaczyć jeszcze wybranego dla niej narzeczonego, gdy wioską wstrząsa tragedia. Podczas święta dochodzi do zamachu na goszczącego w wiosce polityka (Kulbhushan Kharbanda). W trakcie wywołanej zamachem paniki Rupa wpada w oko jednemu z bandytów. Zabiwszy broniącego ją brata, porywa on dziewczynę na oczach bezsilnych mieszkańców wsi. Przerażona Rupa ratuje się przed gwałtem skacząc z wodospadu. Obudziwszy się z omdlenia uznaje, że Bóg zachował ją przy życiu, aby mogła dopełnić zemsty na zabójcy brata. Planując zemstę, postanawia posłużyć się zakochanym w niej Kishanem Pyare (Aamir Khan) i zawsze gotowym do pomocy, jego przyjacielem Shankarem Shane (Faisal Khan).

## Obsada
- Aamir Khan – Kishan Pyare
- Faisal Khan – Shankar Shane
- Twinkle Khanna – Roopa
- Ayub Khan – brat Roopy
- Kulbhushan Kharbanda – minister
- Tinu Verma – Gujjar
- Master Omkar Kapoor – Gopal
- Johnny Lever – policjant
- Veeru Krishnan – Ghungroo, the dance master
- Asrani – Baniya
- Tiku Talsania – Murari
- Archana Puransingh – Vidyavati

## Muzyka i piosenki
Muzykę do filmu skomponował Anu Malik, twórca muzyki do takich filmów jak: Akele Hum Akele Tum, Chaahat, Ishq, Border, China Gate, Refugee, Fiza, Asoka Wielki, Aks, LOC Kargil, Tamanna, Kalyug, Ishq Vishk, Murder, Fida, No Entry, Humko Deewana Kar Gaye, Zakochać się jeszcze raz,  Umrao Jaan, Mission Istanbul czy Paap. Nagroda Filmfare za Najlepszą Muzykę za Baazigar i Jestem przy tobie.
- Mela Dilon Ka – 1
- Dekho 2000 Zamana Aa Gaya
- Dhadkan Mein Tum
- Kamariya Lachke Re
- Mela Dilon Ka – 2
- Chori Chori Gori Se
- Tujhe Rab Ne Banaya
- Durga Hai Meri Maa
- Mela Dilon Ka – 3